# Chrysosoma chinense
Chrysosoma chinense är en tvåvingeart som beskrevs av Becker 1922. Chrysosoma chinense ingår i släktet Chrysosoma och familjen styltflugor. Inga underarter finns listade i Catalogue of Life.